# Barcánfalva község
Barcánfalva község (románul: Comuna Bârsana) község Máramaros megyében, Romániában. Központja Barcánfalva, hozzá tartozik Nánfalva.

## Népessége
A 2011-es népszámlálás adatai alapján a község népessége 4474 fő volt.

## Története
2004-ben kivált belőle Váncsfalva és önálló községgé alakult.